# Gabriela Paz Ybarnegaray
Gabriela Paz Ybarnegaray (La Paz, 5 de noviembre de 1987) es una cineasta boliviana enfocada en el cine documental. Entre sus obras están Puerto Escondido y La bala no mata que han participado en festivales como FEMCINE, Transcinema, y en el EDOC-Lab.

## Biografía
Gabriela Paz nació el 5 de noviembre de 1987 en La Paz, Bolivia. Comenzó sus estudios de dirección cinematográfica en la Universidad Católica Boliviana en 2006. Luego de terminar su licenciatura, se mudó a Chile para realizar una maestría en Cine Documental en la Universidad de Chile.
Durante su carrera académica, comenzó a dirigir varios cortometrajes y documentales, entre ellos El Inmortal, 103 y El pasajero. Estas obras abordan temas relacionados con la vida cotidiana y las interacciones humanas.
En 2012, colaboró en Insurgentes, un proyecto que implicó investigar y entrevistar a familiares de las víctimas del Octubre Negro y a residentes de Villa Ingenio que estuvieron involucrados en los eventos de esa época.
En 2012, dirigió el documental La bala no mata, basado en la tesis escrita por Mario Murillo. En 2020, dirigió Puerto Escondido, un documental que examina la relación de Bolivia con su mar perdido tras la Guerra del Pacífico en 1879.
Su trabajo fue presentado en varios festivales y eventos de cine, recibiendo comentarios de la crítica internacional.

## Filmografía

### El Inmortal(2010)
Es un cortometraje que aborda la vida de los choferes del transporte público en Bolivia. Se centra en las experiencias diarias de estos trabajadores, destacando su papel en la estructura social y cultural del país.

### La bala no mata(2012)
Es un documental basado en la investigación del sociólogo Mario Murillo sobre la Revolución de 1952 en Bolivia. A través de testimonios de sobrevivientes que participaron en los eventos de la revolución, se  busca presentar una narrativa alternativa a la historia oficial. La obra se centra en las experiencias de los protagonistas anónimos y su contribución a la insurrección. Mediante la recopilación de relatos de nueve testigos, el filme enriquece la comprensión de este acontecimiento histórico, ofreciendo una perspectiva más personal.

### Puerto Escondido(2020)
Es un documental que examina la relación de Bolivia con su acceso al mar, perdido tras la Guerra del Pacífico en 1879. A través de una serie de relatos personales y elementos visuales, explora el impacto de esta pérdida en la identidad nacional boliviana. Se presentan historias individuales junto con imágenes de archivo y contenido de plataformas digitales para analizar el significado del mar en la cultura boliviana. Se estrenó en el Festival de Cine Radical 2020,fue presentado en el Festival de Cine de Mujeres Femcine 2021 en Chiley en el Festival Transcinema 2021 en Perú. La producción ha recibido atención de la crítica internacional, incluida una mención de BBC Mundo como una de las producciones audiovisuales más destacadas de 2020. Es una coproducción de Las Antonias, Fundación Cinemateca Boliviana y Tonina Sur Films de Chile.